# خبز فرنسي محمص
الخبز الفرنسي المحمص المعروف أيضاً باسم خبز البيض أو خبز الغجر أو خبز عجة البيض وهو عبارة عن صحن من الخبز المنقوع بالبيض المخفوق ثم نقوم بعملية القلي. عندما يقدم الخبز الفرنسي المحمص كطبق حلو فيمكننا إضافة الحليب أوالسكر أوالفانيليا أو القرفة قبل البدء بعملية القلي، ويعتبر هذا أيضا أمر شائع. ثم بعد ذلك بإمكاننا أن نضيف فوقها السكر (غالبا ما يكون السكر المجفف) والزبدة والفواكه والشراب. عندما يكون طبقا لذيذا فهو في الأغلب مقليا مع القليل من الملح ويمكن تقديمه بعد ذلك مع الصلصة مثل الكاتشب أو المايونيز.

## التاريخ والتسمية
المرجع المعروف للخبز الفرنسي المحمص هو أبيكس، وهو عبارة عن مجموعة من الوصفات اللاتينية التي يرجع تاريخها إلى القرن الرابع والخامس، تذكر هذه الوصفة أن الخبز يغمس في الحليب وليس البيض، وذلك لا يعطيها اسم خاص، فقط ألتر دوليكا هو اسم الطبق الآخر الحلو.
في القرن الرابع عشر هناك وصفة ألمانية تحت مسمى «أرمي ريتر» أو «الفرسان الفقراء»، وهذا الاسم أيضا مستخدم في اللغة الإنجليزية واللغات الإسكندنافية. في القرن الرابع عشر، قدم تاليفنت وصفة للخبز الفرنسي المحمص. أيضا كان هناك في القرن الرابع عشر وصفات إنجليزية للخبز الفرنسي المحمص المهدر أو المستهلك، مما يشير إلى أن الطبق المستخدم للخبز مستمر منذ القدم. الإصدارات المختلفة للخبز الفرنسي المحمص تحت أسماء مختلفة لسوبي دوريت في سوبيزين دوريه إلى آخره. وكانت جميع أنحاء أوربا في العصور الوسطى مستعدة. كانوا أحيانا يقدمون ألعاب الطيور النمساوية على المدى البافري المسمى با«بافيسي»، ربما يكون ذلك على صلة بنوع من أنواع الأدرع الخشبية أو إلى زوبا بافيس، وكلاهما يشير إلى بافيا وإيطاليا.

## التحضير والتقديم
تنقع أو تغمس شرائح الخبز في خليط البيض المخفوق وغالبا تكون مع الحليب أو القشطة. ثم نقوم بقلي شرائح الخبز المغطاة بالبيض من كلا الجنبين حتى تحمر وتنضج. غالبا ما ينصح الطهاة بقطعة الخبز التي عمرها يوم لأنها سوف تمتص كمية أكبر من خليط البيض بدون أن تفقد جزء منها. حيث يمكن أيضا تغطية الشرائح الناضجة بطبقة حلوة المذاق مثل المربى والعسل والفواكه أو شراب القيقب، أو حتى من الممكن أن تغطى بطبقة من اللحم المقدد أوالجبن أو اللحوم الباردة المطبوخة.

## الاختلافات
حشوة الخبز الفرنسي المحمص هي عبارة عن شطيرة مكونة من طبقتين من الخبز المحمص الفرنسي المليئة بالموز أوالفراولة أو أنواع أخرى من الفواكه، وهي عادة ما توضع فوقها الزبدة وشراب القيقب ومسحوق السكر. بالنسبة لهونغ كونغ في الخبز الفرنسي المحمص فهي تدرجة في الرقم ثمانية وثلاثون من أصل خمسون طعاما لذيذا حول العالم والتي جمعتها سي إن إن في عام 2011 ميلادي، وطريقتهم هي كالتالي يتم تكديس شرائح الخبز الفرنسي في البيض المخفوق وتقلى في زيت غزير وتقدم مع لوح من الزبدة وتغطى بشراب الصويا أو في بعض الأحيان قد تغطى بالعسل. ويستخدم عادة شريحتان وغالبا تملئ بطبقة حلوة المذاق. وصفة توريجا تعد وصفة مشابهه وتقليدية لإسبانيا في الصوم الكبير وأسبوع الآلام. رابنداس وفيتس دوراداس هما اختلافان برتغاليان يقدمان مع ميناء من النبيذ اعتمادا على الشراب ويمكن تقديمه كحلوى خلال فترة عيد المسيح.

## خبز الألم
يسمى الخبز الفرنسي المحمص في فرنسا وبلجيكا ونيو أورولانز وأكدينا والكونغو بخبز الألم والذي نعني به «فقدان الخبز» لأنه وسيلة لاستعادة كميات الخبز التي فقدت. الخبزة الصلبة هي التي خففت من خلال غمسها في خليط من الحليب والبيض المخفوق ثم تبدأ في قليها. الخبز عبارة عن شرائح مغمسة في خليط البيض المخفوق والحليب والسكر والقرفة والفانيليا. ثم بعد ذلك تقلى هذه الشرائح في الزبدة بالطريقة التقليدية مع مسحوق البودرة وتقدم مع المربى أو الشراب ويوضعان جانبا.
في نيو أوريلانز، خبز الألم يختلف على المستوى المحلي من الخبز الفرنسي المحمص ويظهر ذلك على القوائم باسم «الخبز المهدر» وهو مصنوع من بقايا ليفتوفر على طريقة نيو أريلانز للخبز الفرنسي المحمص. هذا الخبز يشبه الرغيف الفرنسي «الباجيت» لكنه يختلف عنه في أنه مقرمش من الخارج وطري من الداخل وعادة ما يقلى في الزيت. ويؤكل كوجبة إفطار في نيو أوريلانز. أما في فرنسا، خبز الألم من الممكن أن يكون نوع من أنواع الحلوى ووجبة إفطار وكذلك وجبة خفيفة لشاي فترة بعد الظهيرة. في كيوبك، يسمى الخبز الفرنسي المحمص بخبز الألم والذي يعني «الخبز الذهبي».

## مزيد من القراءة
- Claiborne، Craig (1985). Craig Claiborne's The New York Times Food Encyclopedia. New York: Times Books. ISBN:0-8129-1271-3. مؤرشف من الأصل في 2019-12-26.
- Farmer، Fannie (1918). The Boston Cooking-School Cook Book. Boston: Little, Brown and Co. مؤرشف من الأصل في 2019-10-09.
- Mariani، John F. (1999). The Encyclopedia of American Food and Drink. New York: Lebhar-Friedman. ISBN:0-86730-784-6. مؤرشف من الأصل في 2019-12-31.
- Redon، Odilie؛ وآخرون (1998). The Medieval Kitchen: Recipes from France and Italy. Chicago: Univ. Chicago Press. ISBN:0-226-70684-2. مؤرشف من الأصل في 2021-11-22. {{استشهاد بكتاب}}: Explicit use of et al. in: |مؤلف3= (مساعدة)، الوسيط |author2= مفقود (مساعدة)، والوسيط |إظهار المؤلفين=2 غير صالح (مساعدة)

## وصلات خارجية
- From Lost Bread to French Toast